# ヴィクター・ロー
ヴィクター・ロー（Victor Marshall Law、1853年 - 1900年4月28日）は、明治時代に米国聖公会から日本に派遣されたアメリカ人宣教師、医師、教育者。立教大学校（現・立教大学）理化学教授や立教大学校の書記を務めた。

## 人物・経歴
1853年、イリノイ州で生まれた。1878年、米国シカゴのハーネマン医学校・病院（The Hahnemann Medical College and Hospital／現・ドレクセル大学医学部）を修了してM.D.（Medical Doctor）を授与される。
ホメオパシー医療の医師として活動し、米国聖公会から按手礼を受ける。
その後、米国聖公会の日本派遣の宣教師に任命され、1888年（明治21年）5月15日に来日。前年の1887年（明治20年）9月に宣教医師（medical missionary）のフランク・ハレルがミッションを辞職し、仙台の第二高等中学校（現・東北大学）の英語教師となったため、ローはハレルの後任の宣教医師として日本に派遣された。しかし、ローは、日本では医師としては活動せず、教育事業に従事する。その後、後任の医師としては、ジョン・セルウッドが1890年（明治23年）3月11日に来日している。
ローは、立教大学校（現・立教大学）の教授となり、理化学を教える。立教大学校は、日本の大学の先駆けとして1883年（明治16年）に東京・築地に教育令によって設立されたアメリカ合衆国式のカレッジで、中世ヨーロッパ以来のリベラル・アーツの伝統を色濃く引き継ぐ教育が施され、ほぼ英語の原書で講じられた。人文・社会科学とともに、自然科学としてウエントウォースの代数・幾何・三角、スチールの生理学、動物学、グレーの植物学、エヴエレットの理科、エリオット及びストラー共著の化学、ニューコム及びホルデン共著の天文学、ギキイの地理、ダナの地質学などが教科書として用いられ、特に自然科学系の科目が多く教授された。自然科学の教員には、ローのほかに、創立から聖公会と関わりが深い札幌農学校（現・北海道大学）で教授を務め、演武場（現・札幌市時計台）の時計運用を開始した工藤精一や阪本安則が数学を教え、ウードマンが地理を教えた。
自然科学以外の教員には、波多野一が訳読を教授し、傍舎監も兼務し、エマ・フルベッキ（グイド・フルベッキの二女）が訳読と音楽を、赤尾戒三が和漢文を、校長のジェームズ・ガーディナーが自ら英文学を教授し、チャニング・ウィリアムズがチャプレンを務め、立教大学校と三一神学校（現・聖公会神学院）で聖書の講義を担当した。立教大学校の生徒数はおよそ90名程度であったという。
大学校運営の職員としては校長のジェームズ・ガーディナーの下に、貫元介が幹事、ローが書記、モリスが会計を務め、それぞれ事務を分担した。ローが赴任する前年1887年（明治20年）3月には、立教大学校は、同2月27日に閉校した同じく米国聖公会が運営する大阪・英和学舎（立教大学の前身の一つ）と合併している。
立教大学校は、欧化主義への反動から国粋主義が広がり出したことによるキリスト教への圧力や、日本の教育制度の変更などから、その後カレッジの進展を断念せざるを得ない状況となり、1890年（明治23年）2月に左乙女豊秋が招聘されて、主監となり、鋭意学校の改革計画を練り上げ、同年10月に日本の教育制度に合わせる対応を行うなど、再び校名を立教学校にして日本での教育活動を維持した。

また、改革が進められた別の背景として、1887年（明治20年）9月に、これまで教頭や幹事として立教大学校を支えてきた貫元介が退任して山口に帰郷した後、学校事務をモリスとローが引き継いだが、ローとモリスは学校事務の事情に精通していなかったことから、時代の波に乗れず学生が減少した状況もあった。加えて、これまで中心的な人物であったウィリアムズが、1889年（明治22年）に主教を退任したこともカレッジの進展を断念せざる負えない状況に影響を与えた。
ローはその後、病気となり、ミッションから退任し、1890年（明治23年）12月に帰国した。